# Flughafen Comodoro Rivadavia

i7
i11
i13
Der Flughafen Comodoro Rivadavia (eigentlich: Aeropuerto Internacional General Enrique Mosconi) ist ein argentinischer Flughafen nahe der Stadt Comodoro Rivadavia in der Provinz Chubut. Der Flughafen, der als einer der aktivsten des argentinischen Patagoniens gilt, ist das Drehkreuz der Fluggesellschaft LADE.
Neben der Nutzung als ziviler Verkehrsflughafen wird er als Militärflugplatz genutzt. Der argentinischen Luftwaffe dient die Base Aérea Militar Paraná als Stützpunkt der IX. Luftbrigade.

## Geschichte
Der nach dem argentinischen Militäringenieur Enrique Mosconi benannte Flughafen wurde 1929 gebaut und zunächst verstärkt von Postfliegern der Aeroposta Argentina genutzt. Von einem solchen Flug spielt auch der Roman Nachtflug von Antoine de Saint-Exupéry, in dem der Flughafen auch eine Rolle spielt. Nach der Gründung der argentinischen Luftwaffe Fuerza Aérea Argentina 1945 wurde auch eine Brigade am Flughafen Comodoro Rivadavia stationiert. In den folgenden Jahren starteten auch immer wieder Flüge zu den Falklandinseln.
Seit Anfang der 2000er Jahre wird der Flughafen durch die argentinische Flughafen-Betreibergesellschaft Aeropuertos Argentina 2000 betrieben. Seit 2015 wird der Flughafen erneuert. Er ist das Hauptdrehkreuz der staatlichen argentinischen Fluggesellschaft LADE.

## Militärische Nutzung
Die Militärbasis dient seit 1975 als Heimat der IX Brigada Aérea der FAA. Ihr untersteht eine fliegende Staffel, die VI Escuadrón Aéreo de Transporte, die mit Transportflugzeugen vom Typ Saab 340B ausgerüstet ist.
Neben der FAA nutzen auch die argentinischen Heeresflieger den militärischen Bereich. Sie haben hier seit 1985 eine Helikopterstaffel stationiert, die Sección de Aviación de Ejército No 9, die der Mechanisierten Brigade IX, Brigada Mecanizada IX, unterstellt ist.

### Zwischenfälle
- Im Jahr 1956 (genaues Datum unbekannt) wurde eine Douglas DC-4/C-54A-15-DC der Argentinischen Marine (Luftfahrzeugkennzeichen 0283/CTA-4) auf dem Flughafen Comodoro Rivadavia irreparabel beschädigt. Über Personenschäden ist nichts bekannt.[4]

## Fluggesellschaften und Flugziele
| Fluggesellschaft      | Ziele                                                                                   |
| --------------------- | --------------------------------------------------------------------------------------- |
| Aerolíneas Argentinas | Buenos Aires-Jorge Newbery, Buenos Aires-Ezeiza, Neuquén, Trelew, Cordoba, Río Gallegos |
| Flybondi              | Buenos Aires-Jorge Newbery, Buenos Aires-Ezeiza                                         |
| LADE                  | Río Gallegos, El Calafate                                                               |
| Quellen:              |                                                                                         |